# Мокринский, Алексей Семёнович
Алексей Семёнович Мокринский (1907, Мошнино, Тверская губерния — 22 октября 1943, Мироновский район) — красноармеец Рабоче-крестьянской Красной Армии, участник Великой Отечественной войны, Герой Советского Союза (1943).

## Биография
Алексей Мокринский родился в 1907 году в деревне Мошнино (ныне — Бежецкий район Тверской области). Окончил начальную школу. В 1941 году был призван на службу в Рабоче-крестьянскую Красную Армию. С того же года — на фронтах Великой Отечественной войны.
К сентябрю 1943 года красноармеец Алексей Мокринский был стрелком 835-го стрелкового полка 237-й стрелковой дивизии 40-й армии Воронежского фронта. Отличился во время битвы за Днепр. 24 сентября 1943 года переправился через Днепр в районе села Гребени Кагарлыкского района Киевской области Украинской ССР и принял активное участие в боях за захват и удержание плацдарма на его западном берегу, в составе разведгруппы отразив несколько немецких контратак и продержавшись до переправы основных сил. 22 октября 1943 года погиб в бою. Похоронен в братской могиле в селе Ходоров Мироновского района Киевской области Украины.
Указом Президиума Верховного Совета СССР от 23 октября 1943 года красноармеец Алексей Мокринский посмертно был удостоен высокого звания Героя Советского Союза. Также был награждён орденами Ленина и Красного Знамени.